# ستيفاني إيفانغليستا
ستيفاني إيفانغليستا (بالهولندية: Stefanie Evangelista)‏ هي متسابقة ملكة الجمال وعارضة هولندية، ولدت في 1987 في أروبا.